# ألان سبنسر
ألان سبنسر (4 يوليو 1936 - ) (بالإنجليزية: Alan Spencer)‏ هو لاعب كريكت بريطاني. شارك مع منتخب إنجلترا للكريكت.

## وصلات خارجية
- ألان سبنسر على موقع إي آس بي آن كريك إنفو (الإنجليزية)